# Gregor XII.

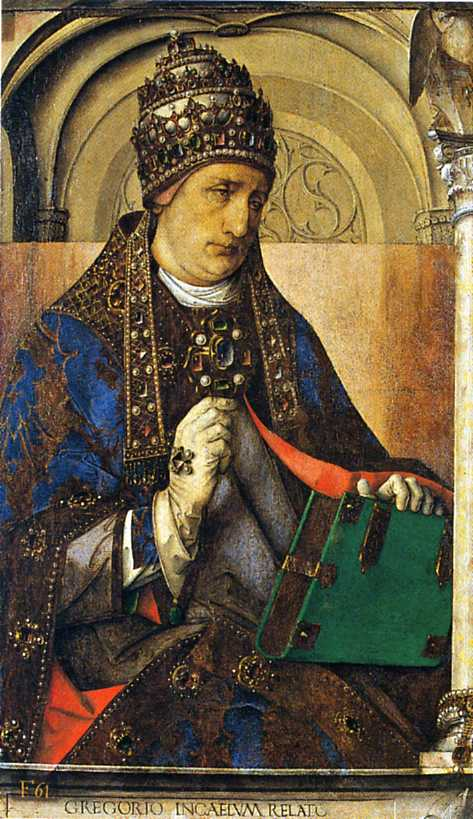
Papst Gregor XII. als Gregor der Große (Porträt von Gregor XII., Titel: Gregorio Incaelum Relato; 2. Hälfte 15. Jh.)

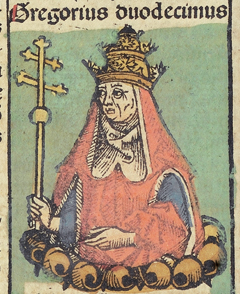
Gregor XII. in der Schedelschen Weltchronik

Gregor XII. (* um 1335 in Venedig; † 18. Oktober 1417 in Recanati; ursprünglich Angelo Correr) war vom 30. November 1406 bis zu seinem Amtsverzicht am 4. Juli 1415 Papst der römisch-katholischen Kirche. Von 1390 bis 1406 war er Lateinischer Titularpatriarch von Konstantinopel.

## Leben
Angelo Correr entstammte einer venezianischen Patrizierfamilie und war ein Sohn von Niccolo di Pietro Correr und dessen Ehefrau Polissena. Nach seinem Studium in Bologna wurde er 1377 zum Dekan des Kathedralkapitels von Corone ernannt, das zum venezianischen Herrschaftsbereich gehörte. 1380 wurde er zum Bischof der Diözese Castello gewählt, bekam 1390 das lateinische Patriarchat von Konstantinopel verliehen, hielt sich in den Folgejahren häufig an der Kurie in Rom auf und wurde 1405 zum Rektor der Marken ernannt und von Papst Innozenz VII. zum Kardinalpriester erhoben.
Sein Pontifikat ist durch das Abendländische Schisma geprägt. Bereits das zwölftägige Konklave im November 1406, das Gregor XII. gewählt hat, stand im Zeichen dieser Kirchenspaltung: 14 von 18 Kardinälen waren erschienen und sie leisteten im Konklave vor der Wahl alle den Eid, für die Union der Kirche einzustehen und, wenn erforderlich, die Tiara niederzulegen. Vor diesem Hintergrund wurde der greise Patriarch von Venedig Angelo Correr am 30. November 1406 zum Papst gewählt.
Papst Gregor, der sich nach Gregor XI. nannte, weil dieser das Papsttum aus Avignon nach Rom zurückbrachte, wollte sich anfangs mit Gegenpapst Benedikt XIII. in Savona treffen, doch die Nepoten des Papstes fürchteten, der altersschwache Gregor sei seinem Kontrahenten nicht gewachsen und verhinderten daher das Treffen. Auch die Könige Sigismund von Ungarn und Ladislaus von Neapel, Sohn des ermordeten Karl III., wollten diese Begegnung nicht, denn sie fürchteten ein Wiedererstarken des französischen Einflusses auf das Papsttum.
Am 25. März 1409 trafen sich sieben Kardinäle von Papst Gregor und siebzehn von Papst Benedikt zu einem Konzil in Pisa, setzten die beiden Päpste von Rom und von Avignon ab und wählten den Erzbischof von Mailand, Petros Philargis de Candia, als Alexander V. auf den Stuhl Petri. Nachfolger Alexanders V. wurde 1410 Baldassare Cossa als Johannes XXIII.
1411 wurde der ungarische König Sigismund auch deutscher König. Zu seinen Plänen gehörte, das Schisma endgültig zu beenden. Davon versprach er sich auch die Kaiserkrone. Sigismund traf sich am 10. Dezember 1413 mit Papst Johannes in Lodi und zwang ihn zur Einberufung eines Konzils in Konstanz. Papst Gregor bewilligte noch 1412 einen Kreuzzugsablass für diejenigen, die seinen Konkurrenten Johannes bekämpften, dankte aber unter internationalem Druck am 4. Juli 1415 ab, um eine Neuwahl auf dem Konzil möglich zu machen. Er gehört damit zu den Päpsten, die auf ihr Amt verzichtet haben.
Als einziger der drei damals die Legitimität beanspruchenden Päpste nahm Johannes XXIII. an dieser Kirchenversammlung teil. Er floh jedoch am 20. März 1415 aus Konstanz nach Freiburg und wurde am 29. Mai 1415 vom Konzil für abgesetzt erklärt. Nach seiner Gefangennahme in Breisach setzte man ihn bis zur Wahl des neuen Papstes fest. In Perpignan versuchte König Sigismund erfolglos, auch Papst Benedikt zur Abdankung zu bewegen. Doch das Konzil setzte Benedikt, der sich geweigert hatte, überhaupt nach Konstanz zu gehen, am 26. Juli 1417 ab. In Konstanz wurde dann Oddo di Colonna als Martin V. zum einzig rechtmäßigen Papst gewählt.
Nach seinem Rücktritt als Papst wurde Gregor XII. zum Bischof von Macerata und zum Kardinalbischof von Frascati und von Porto ernannt. Er verstarb 1417 und wurde im Dom San Flaviano in Recanati begraben.

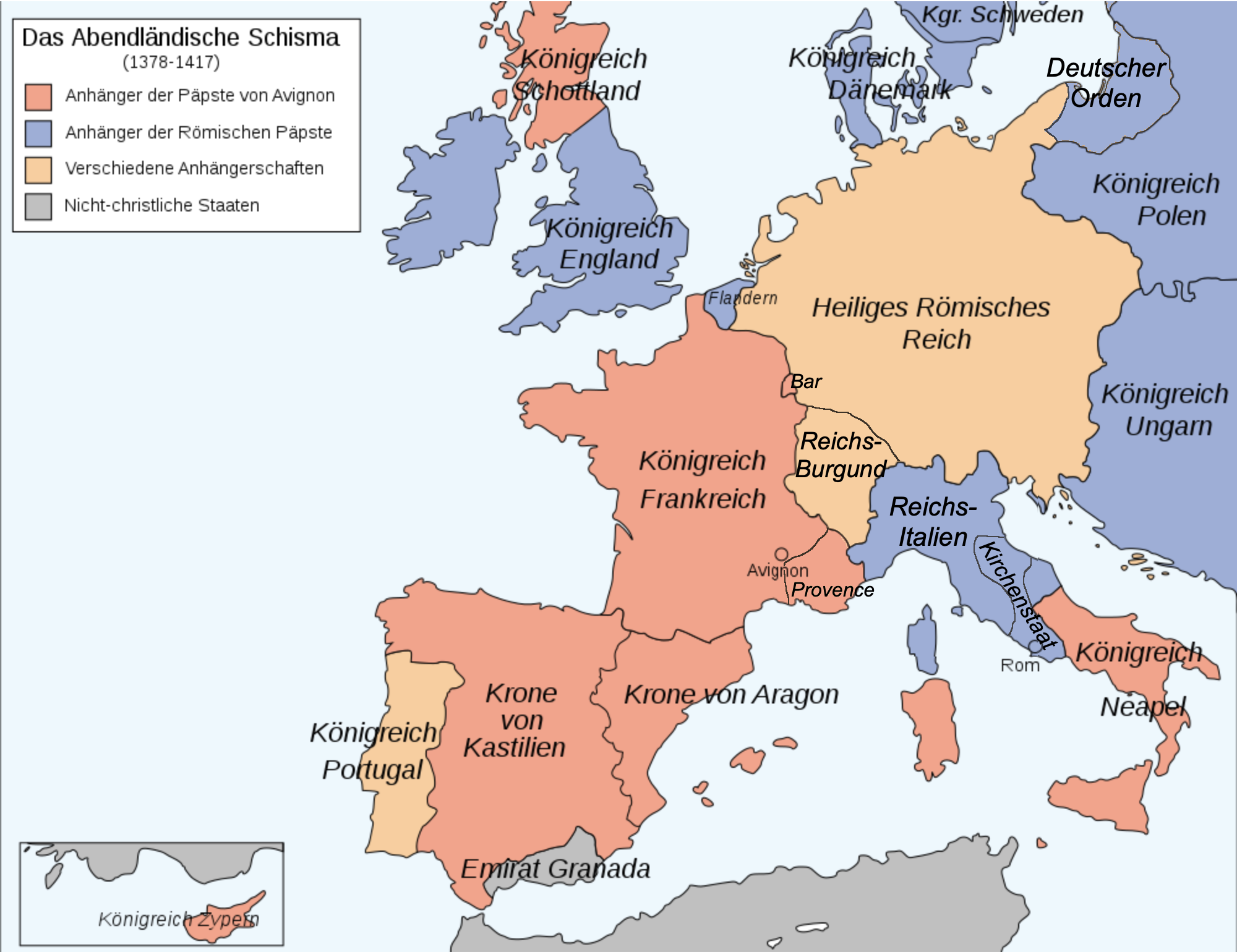
Karte der territorialen Situation des europäischen Schismas 1378 bis 1417.

|  |